# 斉藤舞子
斉藤 舞子（さいとう まいこ、1981年5月2日 - ）は、フジテレビのアナウンサー。

## 来歴
北海道札幌市出身。慶應義塾湘南藤沢高等部を経て、慶應義塾大学経済学部を卒業。大学の同級生に嵐の櫻井翔と水嶋ヒロの姉がいる。大学在学中に、2002年度「ミス湘南フォトジェニック」に選出され、2002年に読売ジャイアンツのチームジャビッツ21に参加した。
2004年にアナウンサーとして高橋真麻、倉田大誠とともにフジテレビへ入社。ナレーションのほかにCS（フジテレビワンツーネクスト）の番組も多く担当し、2012年にナレーション部門でFNSアナウンス大賞を受賞した。2014年7月から昼の報道番組『FNNスピーク』を担当した。2018年4月30日から社会部記者を兼務した。
2017年1月1日に30代のフジテレビ社員と結婚。

## 人物
- 父は実業家で「フジキセキ」「ジャングルポケット」等の競走馬の馬主としても知られる斉藤四方司、祖父は大昭和製紙（現・日本製紙）の2代目社長で「東海の暴れん坊」と呼ばれた斉藤了英[7]、曾祖父は大昭和製紙の創業者・斉藤知一郎[8]。伯父に元防衛庁長官の斉藤斗志二[9]と元大昭和製紙監査役の斉藤知三郎[10]がおり、大叔父に元静岡県知事の斉藤滋与史[11]と大昭和製紙4代目社長の斉藤喜久蔵[12]がいる。
- 中学校卒業文集に「将来女子アナになってタモリと共演する」[13]と記した。
- ハロー!プロジェクトの、田中れいなのファンである。
- 9歳でバトントワリング世界大会3位となった。
- 中学3年時に、合唱の全国大会で2位となった。
- 高校時代はスキー部に所属し、上越国際予選競技スキー（大回転）で13位となった。
- 書道3段、英語検定2級、漢字検定2級、日本常識力検定3級。
- 幼少期にクラシックバレエやピアノを嗜んだ。

## 出演番組
太字は出演中

### 地上波
- あっぱれ!!さんま大教授（2004年11月7日 - 2007年9月30日／アシスタント（助手））
  - あっぱれ!!さんま新教授（2007年10月7日 - 2009年9月27日／アシスタント（助手））
- プロ野球珍プレー好プレー（2004年、2005年／アシスタント）
- 森田一義アワー 笑っていいとも!（2005年4月 - 2006年3月／木曜担当、2006年4月 - 2006年9月／金曜担当）
  - 2007年9月17日、2010年2月12日、2月19日、2月26日には平井理央の代打、2007年9月26日には渡辺和洋の代打、2010年8月19日には加藤綾子の代打として出演
  - 笑っていいとも!増刊号（2006年10月 - 2011年3月までスタジオでコーナーの進行を担当。特大号にもリポーターや進行役で出演。2011年4月10日 - 2014年3月30日までナレーションを担当）
  - 笑っていいとも!特大号
  - 笑っていいとも!春・秋の祭典スペシャル
- 芸能プロフィール刑事（2005年4月 - 9月／アシスタント）
- 情報プレゼンター とくダネ!（2005年8月／臨時出演）
- サッカー小僧8
- 世の中どこ見てんのよ!?ジャリバラ!（不定期／リポーター）
- 100人目のバカ（不定期放送／進行役）
- 銀幕会議（2006年4月 - 2006年9月／アシスタント（もぎり）&ナレーション）
  - 銀幕会議2（2006年10月 - 2008年3月／アシスタント（もぎり）&ナレーション）
- アイドリング!!!日記／アイドリング!!!（地上波版）（2007年1月 - 2014年12月／不定期出演）
- 晴れたらイイねッ!Let'sコミミ隊（2007年3月25日放送終了。出演回数：35回）
  - 晴れたらイイねッ!特別編 日本人なら一度は登りたい!人生が変わる!富士登山の旅（2007年9月2日）
- FNS5000番組10万人総出演 がんばった大賞（第6回 - 第9回に出演。第6回は新ドラマ主演の稲垣吾郎へのインタビュー、第7回以降は選考委員ルームからのリポート）
- アナ☆ログ（2007年11月11日、12月9日VTR出演、12月16日、2008年5月18日、5月25日、6月8日、6月22日、8月3日、8月10日、8月24日、8月31日、9月28日VTR出演）
- ドクタースランプ（再）（2008年1月2日、1月12日／ナビゲーター）
- 絶景日本の健康歩き〜ウオーキングプラス〜（2008年6月8日、6月15日、7月6日、7月13日、9月21日、9月28日、11月23日、11月30日、2009年3月29日、4月5日、4月12日、4月19日、4月26日、5月3日）
- 検定ジャポン（2008年6月13日、7月18日、8月22日、8月29日）
- 一攫千金!日本ルー列島
  - 真夏のお台場番組祭り3時間スペシャル！〜新ドラマ＆人気芸人が紳助にガチで挑戦するぞSP!!（2008年7月18日）
  - これが国民の声だ!2008年総決算!ニッポン知識王決定戦!3時間スペシャル!!（2008年12月5日）
- めちゃ2イケてるッ!（2009年11月28日、12月19日、2010年1月23日、2月20日、3月13日、2011年5月14日／オカレモン＆レモンJrのコーナーに斉藤お姉さん＆ナレーションとして出演）
- もしもツアーズ（2010年5月29日、7月10日、9月11日（もしもツアーズ箱根のおみやげ最新ランキングベスト20からNO．1を探せSP）、9月18日、9月25日、10月30日、11月29日、2011年4月23日、8月13日/ツアーガイド担当の坂下千里子の代役）
- VOLLEYBALL NATION（2010年6月20日、7月18日/ナレーション）
- スクール!!～special lesson～（2011年1月17日、1月18日、1月19日、1月21日）
- 熱血!ガンバレー部 ～W杯バレースペシャル～（2011年11月5日、11月12日、11月13日）
- アナ★バン!（2008年10月19日、10月26日、12月21日、2009年1月4日、1月18日、2月1日、2月15日、4月19日、5月17日、5月24日、6月14日、9月6日、10月25日、11月1日、11月22日、2010年1月24日、2月7日、2月14日、2月21日、3月14日、4月25日、5月16日、6月6日、6月27日、8月15日、8月22日、9月5日、11月28日、2011年1月9日、1月16日、3月6日、4月17日、5月1日、5月8日、5月22日、6月12日、7月31日、8月7日、8月14日、9月11日、9月25日、12月11日、2012年1月29日）
- アゲるテレビ（2013年4月3日 - 9月／「ゴゴ調」水曜日）
- FNN NEWS Pick Up（2014年4月 - 6月／土曜日）
- FNNニュース（2021年2月7日 -）
- FNN Live News days 
  - （2021年2月7日 - 7月4日・2022年4月10日 - ／日曜版メーンキャスター）
  - （2020年3月30日 - 5月31日[注 1] , 8月10日・11日 , 11月15日 , 2021年4月6日 , 8月7日[注 2]・23日・24日 , 2022年1月23日[注 3] , 3月20日[注 4]／代行）
- めざましどようび（2021年8月7日[注 2]／ニュースキャスター代行）

#### ナレーション担当
- 日本CMタレント専門学校（2010年9月30日／ナレーション（女の子役））
- 爆笑レッドシアター（イヤイヤヨゲームのナレーション（歌））
- 氷上美人～Beauty on Ice～（2010年10月2日 - 2011年3月26日／ナレーション）
- アンタッチャブル山崎弘也の休日inリビア（2010年10月6日／ナレーション）
- 見ドコロ！お台場合衆国（2011年7月3日 - 8月28日／ナレーション）
- 爆笑 大日本アカン警察（ナレーション）
- ニュースJAPAN（2012年3月28日 - ／ナレーション、水曜）※2011年7月8日 - 9月23日まで金曜日のナレーションを担当
- おいしい畑びより（2012年4月3日 - 9月25日／ナレーション）
- FNNスーパーニュースWEEKEND（2012年4月7日 - ／ナレーション、土曜日
- 美女美学〜ヨンアのきれいのつくり方〜（2012年4月12日 - 12月27日／ナレーション））
- Asian Muse〜世界を魅了する日本の美神たち〜（2013年1月10日 - 9月26日／ナレーション）
- キビシー!（2013年7月9日／ナレーション）
- きっかけの翼〜空がつなげた日本の想い〜（ - 2014年3月）
- すぽると!（2009年4月 - 2014年9月／水曜日「シャイニングなでしこ&○○シオ」コーナー、2010年11月16日 - ／月－金曜日「Theパーツ」コーナーを担当。現在はReal Venusのコーナーを中心にいろいろなコーナーのナレーション担当）
- うまズキッ!（2013年1月5日 - 2016年12月）
- FNNスピーク（2014年7月14日 - 2018年3月30日／月 - 水曜日担当 → 平日のキャスターを担当）

- スワローズキッズアカデミー
- ぽかぽか

### BSフジ
- BSフジNEWS（2012年4月 - 10月ほか／水曜17時 - 21時ほか2014年まで断続的に担当）
- BSフジLIVE プライムニュース（2012年3月28日 - ／水曜日のグローバルニュース担当（以下同様）、2012年11月 - ／火曜日、2013年10月 - ／月曜日、2014年4月 - 9月／木曜日）
- TV☆Lab（アシスタント）
- その時、私は（2011年5月7日／ジャパネットたかた・髙田明社長（当時）にインタビュー）
- ワールドカップバレーボール2011 LIVE!バボニュース（2011年11月21日／MC）
- BSフジみんなのKEIBA（2013年8月4日、MC[注 5]）
- ラグジー・ドライブ（ナレーション）
- BSフジLIVE プライムニュース（BSフジ、2018年1月 - ） - 水曜日担当キャスター

### CS放送
- アイドル道（フジテレビ721／ナレーション、会場進行役）
- 2005全日本フィギュアスケート選手権（フジテレビ739／MC）
- 2005全日本スプリントスピードスケート選手権（フジテレビ739／MC）
- 荻原次晴のスノーブレイク（フジテレビ739／2006年3月／アシスタント）
- 荻原次晴のスポーツブレイク（フジテレビ739／2006年4月 - 2008年3月／アシスタント）
- 天才のパチンコ（フジテレビ721／不定期放送）
- 2007 IIHF世界女子アイスホッケー選手権大会Division.I（フジテレビ739／MC）
- アナマガ!斉藤舞子の合縁奇縁（フジテレビ739／2006年10月 - 2008年3月）※2007年6月21日には地上波でも放送。
- アイドリング!!!（フジテレビ721・フジテレビONE／2006年10月 - 2014年12月／不定期出演）- 森本さやかと共に、番組開始から約8年間MCを担当した。
- 新・斉藤舞子の合縁奇縁（フジテレビ739・CSHD／2008年4月 - 10月）
- フジテレビ721開局10周年大謝恩会〜さんまの今日で53!バースデー生パーティー〜（フジテレビ721・739・CSHD／2008年7月1日／アシスタント）
- スタート＆制限時間7時間のゴール全部見せます みんなの東京マラソン（フジテレビ739・CSHD／2009年3月22日／MC）
- お台場お笑い道（フジテレビONE/2005年4月 - 2009年9月/ナレーション、アシスタント）
  - 2008年8月27日発売『お台場お笑い道DVD』に出演。
  - 2010年1月27日発売『「お台場お笑い道」ベストセレクション 1』と『「お台場お笑い道」ベストセレクション 2』に出演。
- ちよ散歩（フジテレビワンツーネクスト／#5「麻布十番編」に出演）
- 癒しマシーナ♪HAPPYうらない（フジテレビONE・TWO／2010年6月7日 - 2011年3月28日／ナレーション）
- 東京マラソン2011 ～スタート＆制限時間7時間のゴール全部見せます!!～（フジテレビONE／2011年2月27日／MC）
- SWALLOWS BASEBALL L!VE 2011（フジテレビONE／2011年4月 - 2011年10月／スワローズ情報アナ）
- ゲームセンターCX（フジテレビTWO・フジテレビNEXT／2011年4月28日 - ／ナレーション）※武田祐子アナウンサー産休時の代役
- FIVBワールドカップバレーボール2011 男子 「イランvsアメリカ」「ポーランドvs中国」（2011年11月27日/スタジオMC）
- フジアナスタジオ まる生（フジテレビONE／不定期出演）2006年3月に内田恭子から2代目「まる生クイーン」の称号を譲り受ける。
  - まる生プレゼンツ 夜のチヨパン（フジテレビONE/2009年11月20日 - 2010年3月19日、2010年11月19日 - 2011年3月26日、2011年8月19日／アシスタント）
- プロ野球ニュース（フジテレビONE・TWO／2009年4月 - ／火曜日担当、2010年3月 - ／火曜日&土曜日担当（アシスタント）、2011年4月 - ／火曜日（アシスタント）&日曜日（MC）担当、2012年4月 - ／火曜日&木曜日担当、2015年 - ／日曜日不定期担当（アシスタント））
  - プロ野球ここだけの話（フジテレビONE／2009年11月16日 - 2010年3月8日、7月22日、11月21日 - 2011年3月6日、2011年12月6日 - 2012年3月13日／アシスタント）
    - 2010年12月15日発売『プロ野球ここだけの話 オールスターゲーム名場面秘話』に出演

### ラジオ
- グローバーのオールナイトニッポンR（ニッポン放送／2005年2月／ゲスト出演）
- お笑いネクストブレーカー（ニッポン放送、BSフジ／2005年11月19日、26日、2006年2月26日、3月5日、26日、4月2日）
- テリー伊藤のってけラジオ（ニッポン放送／2007年9月3日／テリー伊藤の代打）
- メダマ!?ラジオ（ニッポン放送／2007年11月火曜日、2008年3月木曜日のマンスリーアナ）
- 開局!フジテレビラジオ（ニッポン放送／2010年10月4日 - 2011年4月1日／毎週月・火・水曜担当、2011年4月 - 2011年10月／毎週日曜ナイター中止時に放送。不定期出演）
- ザ・フジテレビラジオ（ニッポン放送/2011年10月 - 2012年3月／不定期出演）

## WEB
- フジテレびーびー「斉藤舞子のこの人に会ってみました!」
- フジポッド「つか金フライデー」（2006年11月24日・12月1日、2007年2月9日・2月16日、2007年7月20日・7月27日、2008年1月25日、2009年2月6日、2月13日、5月15日、5月22日）
- アナマガPremium
  - 2009年1月、2010年10月、2012年3月の表紙
  - 個人ブログ「さくら舞うBlog」（2010年2月24日 - ）
  - 本気でしゃべっていい!?（2007年5月1日、5月3日、5月8日、12月25日、12月27日、2008年7月29日、8月1日、8月5日、12月30日、2009年9月8日、9月11日、9月15日、9月18日、2010年2月16日、2月19日、2月23日、6月15日、6月18日、6月22日、2011年1月11日、1月14日、1月18日、1月21日、9月20日、9月23日、9月30日公開）
  - お台場発!とって出し!（アイドリング!!!＆銀幕会議2の宣伝）
  - とっておきの時間
    - 2008年3月4日、4月1日公開 手作りバレンタインケーキ作りに挑戦
    - 2009年11月17日公開 新人福井アナ改造計画! 前編
    - 2009年12月15日公開 新人福井アナ改造計画! 中編
    - 2009年12月25日公開 新人福井アナ改造計画! 後編

  - おうちごはん(2010年3月24日、3月31日、4月7日、6月2日公開）
    - 紹介された料理は産経新聞生活面に掲載
    - 2010年9月22日発売された「フジテレビアナウンサーのおうちごはん」にレシピ掲載

  - アナマガ版すべらない話（2012年1月27日、2月20日、3月16日、4月13日、5月2日、5月25日配信）
- ショーパンFriday（2008年6月28日 - 7月4日配信／ゲスト）

## 舞台
- ラヴシーンvol.10 PRINCESS SPECIAL（2006年1月28日・1月29日公演）
- ラヴシーンvol.11 奇岩城 〜ルパンが愛した女〜（2007年1月20日・21日公演）
- 朗読レジェンド『源氏物語・宇治十帖』（2009年7月11日・12日公演）
- ホワイトシアター（2010年3月26日公演）
- 朗読レジェンド『仮名手本忠臣蔵』（2010年11月5日・6日公演）